# Ostrówek (gromada w powiecie węgrowskim)
Ostrówek – dawna gromada, czyli najmniejsza jednostka podziału terytorialnego Polskiej Rzeczypospolitej Ludowej w latach 1954–1972.
Gromady, z gromadzkimi radami narodowymi (GRN) jako organami władzy najniższego stopnia na wsi, funkcjonowały od reformy reorganizującej administrację wiejską przeprowadzonej jesienią 1954 do momentu ich zniesienia z dniem 1 stycznia 1973, tym samym wypierając organizację gminną w latach 1954–1972.
Gromadę Ostrówek z siedzibą GRN w Ostrówku utworzono – jako jedną z 8759 gromad – w powiecie węgrowskim w woj. warszawskim, na mocy uchwały nr VI/10/22/54 WRN w Warszawie z dnia 5 października 1954. W skład jednostki weszły obszary dotychczasowych gromad Łojew, Łopianka, Majdan i Ostrówek oraz przysiółek Samotrzask z dotychczasowej gromady Jasiorówka ze zniesionej gminy Łochów w tymże powiecie. Dla gromady ustalono 21 członków gromadzkiej rady narodowej.
31 grudnia 1961 do gromady Ostrówek włączono obszar zniesionej gromady Ogrodniki w tymże powiecie.
1 stycznia 1969 z gromady Ostrówek wyłączono część obszaru wsi Łopianka o powierzchni 28 ha, włączając ją do gromady Łochów w tymże powiecie.
Gromada przetrwała do końca 1972 roku, czyli do kolejnej reformy gminnej.